# ساتو کوزو
ساتو کوزو (به ژاپنی: 佐藤 皐蔵, Satō Kōzō)؛ ۱۵ مهٔ ۱۸۷۱ – ۲۳ مارس ۱۹۴۸) دریادار ژاپنی در نیروی دریایی امپراتوری ژاپن در طول جنگ جهانی اول بود.